# Paleólogo Zaccaria
Paleólogo Zaccaria (1235-1314) fue el Señor de Quíos y Focea, así como otras islas del mar Egeo desde 1307 hasta su muerte. Fue el hijo y sucesor de su padre Benedetto I Zaccaria. A la muerte de Benedetto, Tedesio Zaccaria, gobernador de Focea, se alió con los catalanes de Galípoli (1307) para hacer frente a los turcos, pero en 1313 perdió la ciudad en provecho de los bizantinos y temporalmente se retiró a Tasos donde murió y lo sucedió Andreolo Cattaneo (muerto en 1331).
Paleólogo Zaccaria murió en 1314 y le sucedieron sus parientes Martino y Benedetto II como cogobernantes.